# توماس ادريانو
توماس ادريانو (بالإسبانية: Tomás Adriano)‏ (14 أكتوبر 1977 في المكسيك - ) هو لاعب كرة قدم مكسيكي في مركز حراسة المرمى. لعب مع سانتوس لاغونا وكلوب ليون وتيبورونيس روخوس دي فيراكروز ونادي سيلايا ودورادوس سينالوا وريبوسيروس دي لا بيداد ‏.

## وصلات خارجية
- توماس ادريانو على موقع قاعدة بيانات كرة القدم.إي يو (الإنجليزية)
- توماس ادريانو على موقع Soccerway.com (الإنجليزية)